# أبيفيلية

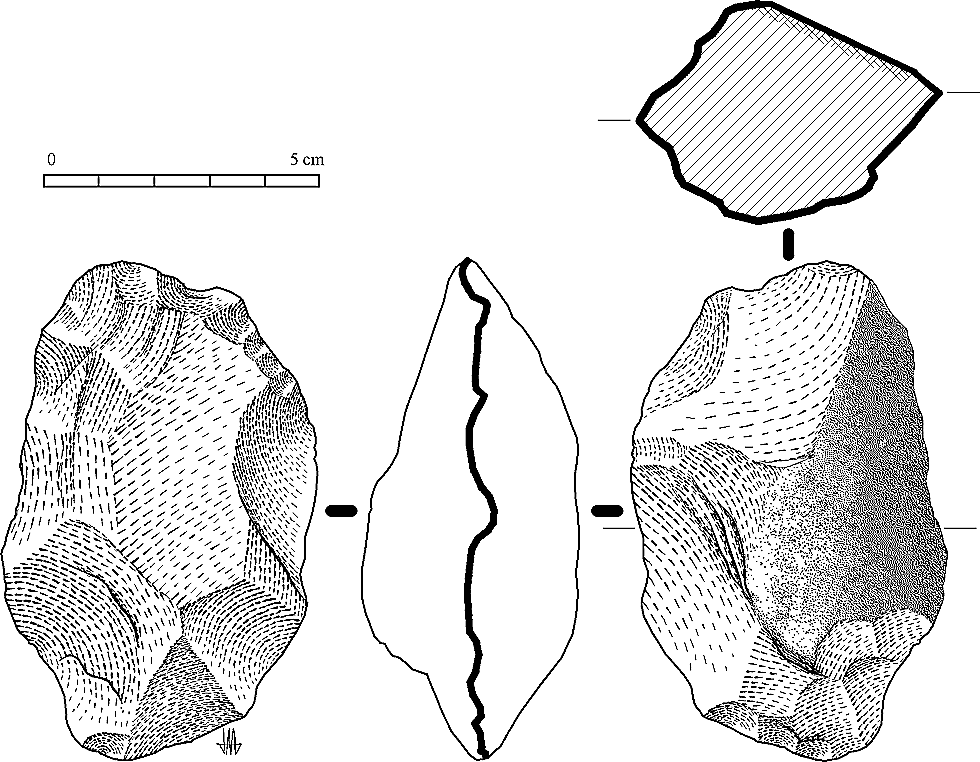
Abbevillian biface flake from the دويرو river region near بلد الوليد، إسبانيا. It is unretouched and is not distinguishable from أولدوان. The one small spot of smaller flaking on one edge may indicate that it is borderline between Olduwan and أشولينية. Both are found in Europe.

الثقافة الأبيفيلية (بالإنجليزية: Abbevillian)‏ ترجع إلى العصر الحجري القديم الأدنى، وقد عرفت بالحضارة الشيلينية نسبة لمدينة شيل في فرنسا، وعاد هنري بروي فأسماها الأبيفيلية نسبة إلى مدينة ابفيل في المصطبة العليا لنهر السوم بفرنسا.

## مميزاتها
تمتاز الأبيفيلية بالأدوات المصنعة على الشظايا، وبالفؤوس المروسة والمتطاولة المصنعة بإزاحة شظايا كبيرة عن وجهيها، وحوافها متعرجة، وتحمل غالبا جزءا من القشرة الأصلية للمادة الخام التي صنعت منها.
و كانت الفؤوس اليدوية أداة ذات استعمالات عدة، إذ استخدم المقبض للكسر والتحطيم، والحواف الحادة للقطع وسلخ جلود الحيوانات، فيحين استخدم الطرف المدبب للحفر. وبقيت الفؤوس اليدوية مستخدمة آلاف السنين، غير أنها أصبحت أحسن صنعه. وبالرغم من أن الفؤوس اليدوية الأبيفيلية اكتشفت في فرنسا أولا، إلا أن الاكتشافات الحديثة تدل على أن مهد هذه الصناعة كان في أفريقيا، فقد وجدت في أخدود أولدوفاي اربع طبقات عثر فيها على فؤوس يدوية أبيفيلية تقع فوق الطبقة التي تحوي أدوات حصوية، وهي أقدم الأدوات المعروفة حتى الآن. وتعد المواقع العائدة لهذه الثقافة نادرة. ولم يعد هذا المصطلح متداولا، إذ أن الأبيفيلية أو(الشيلية) تمثل المرحلة الأولى من الثقافة الأشولية المسماة الأشولية القديمة.

## المصدر
1. ↑  أبو غنيمة، خالد.2009؛ معجم مصطلحات ما قبل التاريخ، الأردن: كلية الآثار والانثروبولوجيا في جامعة اليرموك.